# 1968年至1969年NBA赛季
1968-69赛季是NBA第23个赛季，波士顿凯尔特人4:3击败洛杉矶湖人获得总冠军。

## 值得注意的事情
- 1969年NBA全明星赛在巴尔的摩举行，东部明星队123-112击败西部明星队，辛辛那提皇家球员奥斯卡·罗伯特森获得MVP。

## 成绩

### 东部联盟
| 球队                | 胜 | 负 | 胜率 | 落后 |
| ------------------- | -- | -- | ---- | ---- |
| 巴尔的摩子弹（1）   | 57 | 25 | .695 | -    |
| 费城76人（2）       | 55 | 27 | .671 | 2    |
| 纽约尼克斯（3）     | 54 | 28 | .659 | 3    |
| 波士顿凯尔特人（4） | 48 | 34 | .585 | 9    |
| 辛辛那提皇家        | 41 | 41 | .500 | 16   |
| 底特律活塞          | 32 | 50 | .390 | 25   |
| 密尔沃基雄鹿        | 27 | 55 | .329 | 30   |

### 西部联盟
| 球队              | 胜 | 负 | 胜率 | 落后 |
| ----------------- | -- | -- | ---- | ---- |
| 洛杉矶湖人（1）   | 55 | 27 | .671 | -    |
| 亚特兰大老鹰（2） | 48 | 34 | .585 | 7    |
| 旧金山勇士（3）   | 41 | 41 | .500 | 14   |
| 圣迭戈火箭（4）   | 37 | 45 | .451 | 18   |
| 芝加哥公牛        | 33 | 49 | .402 | 22   |
| 西雅图超音速      | 30 | 52 | .366 | 25   |
| 菲尼克斯太阳      | 16 | 66 | .195 | 39   |

|  | 赛区冠军 |

|  | 进入季后赛 |

|  | 最后的总冠军 |

（1）-（4）种子排名

## 个人数据统计
| 项目       | 球员            | 球队           | 数据  |
| 总得分     | 埃尔文·海耶斯   | 圣迭戈火箭     | 2,327 |
| 总篮板     | 威尔特·张伯伦   | 洛杉矶湖人     | 1,712 |
| 总助攻     | 奥斯卡·罗伯特森 | 辛辛那提皇家   | 772   |
| 投篮命中率 | 威尔特·张伯伦   | 洛杉矶湖人     | 58.3% |
| 罚篮命中率 | 拉里·齐格弗里德 | 波士顿凯尔特人 | 86.4% |

## NBA奖项
- 最有价值球员：韦斯·昂塞尔德（巴尔的摩子弹）
- 最佳新秀：韦斯·昂塞尔德（巴尔的摩子弹）
- 最佳教练：吉恩·许（巴尔的摩子弹）

NBA最佳阵容一队：
- 比利·坎宁安（费城76人）
- 埃尔金·贝勒（洛杉矶湖人）
- 韦斯·昂塞尔德（巴尔的摩子弹）
- 厄尔·门罗（巴尔的摩子弹）
- 奥斯卡·罗伯逊（辛辛那提皇家）

NBA最佳阵容二队：
- 约翰·哈夫利切克（波士顿凯尔特人）
- 戴夫·德布斯切尔（纽约尼克斯）
- 威利斯·里德（纽约尼克斯）
- 哈尔·格瑞尔（费城76人）
- 杰里·韦斯特（洛杉矶湖人）

NBA最佳新秀阵容：
- 韦斯·昂塞尔德（巴尔的摩子弹）
- 埃尔文·海耶斯（圣迭戈火箭）
- 比尔·休伊特（洛杉矶湖人）
- 阿特·哈里斯（西雅图超音速）
- 加里·格雷戈尔（菲尼克斯太阳）

NBA最佳防守阵容一队：
- 戴夫·德布斯切尔（纽约尼克斯）
- 内特·瑟蒙德（旧金山勇士）
- 比尔·拉塞尔（波士顿凯尔特人）
- 沃尔特·弗雷泽（纽约尼克斯）
- 杰里·斯隆（芝加哥公牛）

NBA最佳防守阵容二队：
- 鲁迪·拉鲁索（旧金山勇士）
- 萨奇·桑德斯（波士顿凯尔特人）
- 约翰·哈夫利切克（波士顿凯尔特人）
- 杰里·韦斯特（洛杉矶湖人）
- 比尔·布里奇斯（亚特兰大老鹰）